# 이헌국 호성공신교서
이헌국 호성공신교서(李憲國 扈聖功臣敎書)는 대구광역시 수성구에 있는 조선시대의 교서이다. 2009년 6월 29일 대한민국의 보물 제1617호로 지정되었다.

## 개요
이 호성공신교서(扈聖功臣敎書)는 임진란에 이헌국이 선조와 세자를 모시고 함께 따라간 공로로 난후인 1604년에 이헌국에게 내린 것이다. 호성공신은 서울에서 의주(義州)까지 함께 따른 신하들을 공로에 따라 3등으로 나누어 모두 86명을 녹훈하였는데, 1등은 이항복(李恒福) 등 2명, 2등은 이원익(李元翼) 등 31명, 3등은 정탁(鄭琢) 등 53명이다. 이헌국은 3등 공신의 두 번째에 책록(冊錄)되었다.
<이헌국 호성공신교서>는 그의 전기 자료로서의 가치가 클 뿐만 아니라 임진전란사(壬辰戰亂史) 연구 및 고문서 연구에 중요한 자료로서 가치가 있다.

## 참고 자료
- 이헌국 호성공신교서 - 국가유산청 국가유산포털